# 505 Games
505 Games S.p.A.  là một hãng phát hành trò chơi điện tử của Ý có trụ sở tại Milan. Công ty thành lập vào năm 2006 với tư cách là công ty con của Digital Bros.

## Lịch sử
505 Games thành lập tại Milan, Ý vào năm 2006 với tư cách là công ty con của Digital Bros. Công ty đạt thành công bước đầu thông qua các trò chơi điện tử như Cooking Mama và Zumba Fitness .
Tháng 4 năm 2012, 505 Games tiếp nhận nhiệm vụ từ THQ để xuất bản trò chơi thể dục Adidas MiCoach, sau vụ kiện giữa THQ và Adidas.
Tháng 4 năm 2013, họ mua bản quyền của loạt Drawn To Life. Việc mua lại bao gồm toàn bộ quyền đối với nhượng quyền thương mại.
Tháng 11 năm 2013, hãng thông báo hủy Ashes Cricket 2013 và hoàn lại tiền.
Tháng 4 năm 2014, 505 Games công bố thỏa thuận xuất bản trò chơi Three One Zero của Adam Orth Adrift. Trò chơi được mô tả là trải nghiệm góc nhìn thứ nhất, người chơi điều khiển một phi hành gia khám phá các mảnh vỡ của một trạm vụ trụ trôi dạt ngoài không gian.
Tháng 1 năm 2015, 505 Games xác nhận việc mua quyền sở hữu trí tuệ (IP) đối với Game of the Year 2013 Brothers: A Tale of Two Sons từng đoạt nhiều giải thưởng, của Starbreeze Studios.
Tháng 4 năm 2015, 505 Games công bố thỏa thuận phát hành với nhà phát triển trò chơi Thụy Điển Starbreeze cho trò chơi Overkill's The Walking Dead. Một tháng sau, 505 Games công bố thỏa thuận với nhà phát triển Overkill Software để phát hành Payday 2 Crimewave Edition.
Tháng 8 năm 2016, 505 Games thông báo xuất bản Virginia từ Variable State.
Tháng 1 năm 2016, 505 Games thông báo họ sẽ chuyển trọng tâm từ việc phát hành trò chơi cho các nhà phát triển khác sang phát triển các sản phẩm mang tính trí tuệ của riêng họ.
Tháng 3 năm 2015, 505 Games mua 2,67% cổ phần của nhà phát triển trò chơi Thụy Điển Starbreeze Studios.
Tháng 10 năm 2016, 505 Games công bố thông qua Igarashi Koji, về sự hợp tác trong việc phát hành Bloodstained: Ritual of the Night từ ArtPlay của Igarashi, DICO và Inti Creates, mặc dù Inti đã ít tham gia hơn.
Tại cuộc họp báo Sony E3 vào ngày 11 tháng 6 năm 2018, 505 Games công bố hợp tác với Remedy Entertainment để xuất bản Control.
Tháng 1 năm 2021 505 Games mua lại Infinity Plus Two, nhà phát triển trò chơi Puzzle Quest, có trụ sở tại Úc.
505 Games đang làm việc với Rabbit and Bear Studios để xuất bản Eiyuden Chronicle: Hundred Heroes, một phiên bản kế thừa từ loạt Suikoden; quan hệ đối tác chính thức công bố vào tháng 2 năm 2021.

## Các trò chơi đã phát hành
Các trò chơi được xuất bản bởi 505 Games bao gồm Sniper Elite III, Payday 2, Assetto Corsa, Brothers: A Tale of Two Sons, Terraria, Redout, How to Survive, Defense Grid 2, Deep Black, Abzû, Adrift, Virginia, Dead by Daylight, Control và phiên bản PC của Death Stranding.

## Giải thưởng
Vào tháng 4 năm 2015, 505 Games nhận danh hiệu Best Indie Games Label tại MCV Awards.